# Draco obscurus
Draco obscurus är en ödleart som beskrevs av  George Albert Boulenger 1887. Draco obscurus ingår i släktet flygdrakar, och familjen agamer.

## Underarter
Arten delas in i följande underarter:
- D. o. formosus
- D. o. obscurus
- D. o. laetepictus